# Llordà
Llordà es una localidad española del municipio de Isona y Conca Dellá, perteneciente a la provincia de Lérida, en la comunidad autónoma de Cataluña.

## Historia
Hacia mediados del siglo XIX, el lugar, por entonces perteneciente al término municipal de Isona, estaba formado por 11 casas. La localidad aparece descrita en el décimo volumen del Diccionario geográfico-estadístico-histórico de España y sus posesiones de Ultramar de Pascual Madoz de la siguiente manera:

LLORDA: cas. en la prov. de Lérida, part. jud. de Tremp, térm. jurisd. de Isona: se compone de 11 miserables casas y una capilla, dependiente de la parr. de Covet; sobre las cuales y á muy corta dist. al N. se ven las ruinas de un ant. cast. que conserva todavia parte de la torre en pie: esta sit. en terreno pendiente, escabroso, de mala calidad y casi todo de peña descarnada por las aguas. Conserva vestijios de haber sido un grande pueblo, pues á pesar de que las aguas han arrancado hasta la tierra, se ven todavía los restos de muchos edificios: los datos de riqueza, pobl. y contr., van incluidos en Isona.
(Madoz, 1847, pp. 506-507)

En la actualidad pertenece al municipio de Isona y Conca Dellá. En 2022, la entidad singular de población tenía empadronados 5 habitantes.

## Patrimonio
En sus alrededores se encuentra una antigua fortaleza, el castillo de Llordá.